# Bruno Coceani
Bruno Coceani, à l'état civil Bruno Coceancig (Monfalcone,17 décembre 1893 - Trieste, 16 décembre 1978) est un préfet et historien italien. En 1928, il demande et obtient de pouvoir italianiser son nom de famille en Coceani. Il a été chef de la province de Trieste avec des tâches de contrôle sur les autres préfets de la Vénétie julienne pendant l'existence de la zone d'opérations de la côte Adriatique entre 1943 et 1945.

## Biographie

### Jeunesse
À l'âge de dix ans, Bruno Coceani s'installe avec sa famille à Trieste qui appartient à l'époque, comme Monfalcone, sa ville natale, à l'empire d'Autriche-Hongrie. Il y termine ses études secondaires. En 1911, il commence à fréquenter l'université de Vienne, où il reste pendant environ un an. En 1912, il s'installe en Italie, d'abord à Florence, puis à Padoue, où il est diplômé en littérature en 1917.
D'idées et de sentiments irrédentistes (à Padoue, il rencontre Cesare Battisti), en mai 1915, il se porte volontaire comme officier dans l'armée italienne, recevant le baptême du feu à la deuxième bataille de l'Isonzo au cours de l'été de la même année. Il participe à de nombreuses actions de guerre tant dans le Trentin que dans le Karst, recevant une croix de guerre de la valeur militaire et, dans les derniers mois du conflit, le grade de capitaine, fait assez exceptionnel compte tenu de son jeune âge : il n'a pas encore vingt-cinq ans.

### Carrière politique entre les deux guerres
De retour dans l'immédiat après-guerre à Trieste désormais italienne, il enseigne au lycée Petrarca jusqu'en 1925. Du point de vue politique, lors des soulèvements socialistes du biennio rosso, il rejoint immédiatement les comités anti-bolcheviques et participe à l'Entreprise de Fiume. Il est président de 1920 à 1923 de la section municipale de l'Association nationaliste italienne. Lorsque le mouvement nationaliste fusionne par la suite avec le Parti national fasciste (PNF), soutenu par Fulvio Suvich et Francesco Giunta, il est immédiatement nommé secrétaire, preuve qu'à Trieste, des éléments du mouvement nationaliste continuent de dominer la scène politique de la ville. Il s'aligne immédiatement sur la faction modérée liée aux groupes économiques et au parti national-libéral. En 1926, il devient secrétaire de l'Union industrielle fasciste de la Vénétie Julienne, ce qui fait de lui la référence entre les hiérarchies économiques de toute la région et le PNF.
Entre 1924 et 1927, il ne mène pratiquement pas d'activité politique, se consacrant à l'enseignement de la littérature au lycée Francesco Petrarca de Trieste et devient également doyen de l'université populaire locale. En 1927, il est nommé podestat de Monfalcone, poste qu'il occupe jusqu'en 1934, date à laquelle il est élu député (XXIXe législature). En 1939, il devient conseiller national de la Chambre des Faisceaux et des Corporations, poste qu'il cumule avec celui de président de l'Institut national de culture fasciste pour la section de Trieste à partir de 1937. En 1931, il fonde la revue La Porta Orientale, alignée sur les positions irrédentistes et anti-esclavagistes et qui, après la promulgation des lois raciales, accueille également des articles anti-juifs.

### Début de la guerre
Au début de la Seconde Guerre mondiale, il participe comme volontaire sur le front albanais avec le grade de major. Le reste de la guerre, Coceani réside à Trieste, faisant de nombreux voyages à Rome, Venise et Milan. Après la chute du fascisme le 25 juillet 1943, il continue à se rendre occasionnellement à son bureau de l'Union Industrielle, subissant le blocage des comptes courants et une perquisition ordonnée par les nouvelles autorités qui se sont installées dans la ville pour le compte du gouvernement Badoglio. À cette période, avec d'autres membres de la Compagnia volontari giuliani e dalmati (Compagnie des volontaires juliens et dalmates), il étudie la possibilité de faire de l'association un noyau de citoyens qui, en dehors des partis, constituerait un bloc national prêt à prendre les armes pour continuer à se battre pour défendre le caractère italien de  la Vénétie julienne.

### Chef de la Province de Trieste
Moins d'une semaine après la proclamation de Badoglio du 8 septembre 1943, Trieste est occupée par les troupes allemandes et placée avec la Vénétie Julienne, la province d'Udine et la province de Ljubljana, sous le contrôle direct du gauleiter carinthien Friedrich Rainer. Le 23 octobre 1943, sous la pression de l'Union provinciale des industriels,, Rainer nomme Bruno Coceani préfet de la province de Trieste avec autorité sur les autres préfets de la région, à l'exception de la province de Ljubljana, laquelle, tout en continuant à être formellement territoire italien, est placée sous la présidence du général slovène Leon Rupnik. La nomination est motivée non seulement par son long militantisme politique au sein du Parti national fasciste, mais surtout par les excellentes relations que Coceani a entretenues avec les représentants de la ville et du monde des affaires julien lorsqu'il occupait le poste de secrétaire de l'Union industrielle de la Vénétie Julienne : Rainer recherche, dès les premières semaines d'occupation, le soutien des classes entrepreneuriales de Trieste pour garantir en premier lieu le fonctionnement des entreprises industrielles et de services dans le domaine des opérations militaires et en second lieu, la future insertion, à la fin du conflit, de la ville et de son arrière-pays au sein d'un espace économique, sinon politique, appartenant à la grande Allemagne. Il semble que les grands capitaines d'industrie de la ville et de la région ne sont pas restés insensibles à de telles flatteries ; Rainer lui-même en est conscient, désignant Coceani, Antonio Cosulich et Leo Economo comme figures clés de cette politique,.
Par la suite, Coceani peut s'opposer à la nomination du commissaire Scassellati, voulue par le ministre des Finances Domenico Pellegrini Giampietro, à la tête des Assicurazioni Generali et de la  Riunione Adriatica di Sicurtà. Pellegrini Giampietro a l'intention de les sauver d'une éventuelle ingérence allemande qui a déjà mis en place un bureau de contrôle des activités d'assurances ; Coceani évite la nomination d'en haut et empêche toute ingérence allemande si bien que les deux organes élisent le 30 juin leurs présidents respectifs en la personne de Antonio Cosulich et Leo Economo.
Bruno Coceani, qui a accepté la nomination dans l'espoir de pouvoir atténuer les effets de l'occupation allemande pour les citoyens italiens et d'aider à éliminer les Slaves du territoire national, maintien des contacts constants avec le nouveau gouvernement fasciste républicain après la constitution de la République sociale italienne. Le premier coup de téléphone de félicitations après sa nomination provient du secrétaire personnel de Mussolini, Giovanni Dolfin, auquel Coceani répond : « Que Dieu vous bénisse. Tu es la première voix qui me parvient de la patrie ».

#### Antagonismes avec les Allemands
Dans toute la région, les Allemands exploitent les rivalités entre Slaves et Italiens, favorisant tous les groupes ethniques minoritaires selon la philosophie du diviser pour mieux régner déjà éprouvée avec succès à l'époque des Habsbourg. Dans les villages autour de Trieste, à majorité slave, certaines écoles slovènes et croates sont rouvertes et la libre circulation des journaux de Ljubljana est autorisée. Même certains magazines allemands comme le Deutsche Adria-Zeitung sortent dans des éditions bilingues, italien et slovène dans le Frioul, italien et croate en Istrie et en Dalmatie ; de nombreux employés slaves sont embauchés dans l'administration publique. 
Bruno Coceani, interprétant le sentiment des nationalistes italiens et craignant lui-même, ancien irrédentiste, que ces concessions ne soient également étendues aux Slovènes de souche de Trieste, proteste à plusieurs reprises auprès des autorités germaniques ; de nombreux Italiens de Trieste choisissent ainsi de collaborer pour sauvegarder la nature italienne de la région. À Trieste, les nationalistes de Coceani et le Parti fasciste républicain choisissent cette voie. Coceani pense qu'il y a deux grands dangers pour Trieste, représentés par les Allemands et les Slaves et, considérant l'occupation allemande comme transitoire, que collaborer permettra de conserver l'administration locale aux mains des Italiens tandis que son renoncement offrirait l'administration directement aux Allemands, sinon aux Slaves. C'est pourquoi il décide donc de préserver un noyau italien fort dans la ville qui pourrait s’opposer à sa germanisation et se préparer à l’arrivée des partisans slaves. Dans un entretien avec Mussolini, selon Coceani, « les autorités allemandes mènent une double politique d'opportunité contingente, avec pour résultat de déplaire aux Italiens et aux Slovènes » et donc « cette politique qui suit les traces de celle de l'Autriche des Habsbourg est à attribuer, plus qu'à Rainer, au gén. Globocnik, commandant des SS pour toute la zone d'occupation. Sang slave. Il est d'avis qu'il dirige au-dessus du commissaire suprême ». De nombreux affrontements ont aussi lieu avec la Garde nationale slovène du colonel Kokaj.
Brunbo Coceani favorise les magazines italiens, en particulier ceux qui font référence à la tradition irrédentiste anti-autrichienne ; à Trieste, de nombreuses demandes similaires des slaves pour de nouvelles publications sont refusées par Coceani tandis que seuls quelques programmes de radio dans leur langue sont accordés aux slovènes.

#### La Garde Civique de Trieste
En janvier 1944, grâce à la pression conjointe de Bruno Coceani et Cesare Pagnini, l'avocat et historien nommé par l’administration allemande podestat de Trieste pendant l’occupation de la ville (1943-1945),, les Allemands autorisent le recrutement d'une garde civique composée exclusivement de volontaires italiens. Ce corps doit à l'origine être structuré comme une véritable police municipale sous le commandement du podestat Pagnini qui prend le grade de colonel. Il est au départ formé par des officiers SS. Coceani réussit à empêcher que des membres de l'Ordnungspolizei allemande ne le rejoigne et à sauvegarder son indépendance en le rendant également totalement déconnecté des structures du Parti fasciste républicain. La tâche de la garde civique est initialement la récupération des armes abandonnées par l'armée royale après l'armistice. Sa zone d'action est limitée à Trieste et à la périphérie ; ce n'est que plus tard que des détachements sont créés dans d'autres municipalités. Selon les intentions de Pagnini, la Garde Civique doit alors être employée à la protection de la ville contre les partisans slaves en alliance avec le CLN local.
Coceani réussit également à obtenir des autorités allemandes, au cours de ces mêmes mois, la permission de créer un département de la Garde des finances sous le commandement du général Filippo Fiocca, opérant sur tout le territoire de la province de Trieste. En mars 1945, le PNF adhère à ses positionsi.

#### Soulèvement de Trieste
Le soulèvement de Trieste contre l'occupant allemand est appelé par le Comitato di Liberazione Nazionale Alta Italia (CLNAI) la nuit du 29 au 30 avril 1945, les partisans de Tito ayant déjà pénétré dans les faubourgs de la ville. Les jours précédents, Coceani propose à Cesare Pagnini et, par l'intermédiaire de ce dernier, à Carlo Schiffrer, l'un des principaux dirigeants du Comité local de libération, d'unir tous les partis italiens dans un mouvement anti-slave pour tenter d'endiguer l'avancée de Tito, permettant ainsi aux Alliés de le précéder dans Trieste. Quelques années plus tard, Bruno Coceani écrit que le Duce lui-même lui avait donné l'ordre d'agir dans ce sens, :

« L’ordre donné par le Duce fut de prendre contact avec les représentants du comité de libération, avec tous les partis italiens, même avec les communistes, afin de créer un blocus des forces italiennes contre les desseins annexionnistes des Slaves. »

— Mussolini à Coceani,
Le 4 avril 1945, Coceani demande à Mussolini de le soutenir dans la défense de Trieste et à cet effet, il envoie ses émissaires à Rome par l'intermédiaire de la Xª Flottiglia MAS pour contacter le gouvernement du Sud afin d'aider les fascistes républicains à défendre la frontière orientale. L'amiral Raffaele de Courten, chef d'état-major de la Marine du Sud, répond positivement,. De fait, un débarquement étudié par la marine du Sud italienne aurait bénéficié du soutien des formations fascistes et de la Decima, avec ou sans l'intervention alliée. L'opposition britannique fait échouer ce plan. Une réunion d'organisation constituée de cinq cents Italiens est convoquée le 10 avril dans la salle de la Municipalité par le podestat Pagnini. Le but est d'unir les Italiens, d'éviter les attaques contre les Allemands qui tant qu'ils défendent la ville doivent être considérés comme des alliés ; à leur départ tous les pouvoirs seraient transférés au CLN. Même la Garde civique composée d'environ dix-huit cents hommes serait alors passée sous le commandement du CLN.
Bruno Sambo, chef du PFR local, remet le 28 avril les armes du parti fasciste au comité de salut public de Coceani et accepte de remplacer les insignes du parti par des rubans tricolores ; le soir même certains services de police italiens sortent dans les rues avec la bannière tricolore mais sont rapidement désarmés par les Allemands. Pendant ce temps, Carlo Schiffrer refuse l'accord pour le CLN, non sans quelques hésitations : en effet, pendant toute la durée du conflit, le CLN entretient une relation apaisée avec l'administration dirigée par Coceani. Des raisons à la fois politiques et militaires poussent la direction de la CLN à faire du soulèvement uniquement une action anti-germanique et à rejeter les propositions de Coceani, par contre les Alliés rejettent l'hypothèse de voir les Italiens unis sur le front de l'Est, s'opposant à l'armée yougoslave. Enfin, il ne faut pas oublier qu'au sein du CLNAI, tant au niveau national que local, il y a un grand nombre de membres du Parti communiste italien et d'autres formations politiques d'inspiration marxiste-léniniste qui sont pour la plupart idéologiquement proches de Tito et favorables au régime que le dictateur yougoslave promet d'établir en Vénétie Julienne ; le plan imaginé par Coceani aurait donc probablement échoué,.
Dans la nuit du 29 au 30 avril, toutes les troupes allemandes reçoivent l'ordre d'Odilo Globočnik de se retirer de Trieste pour rejoindre Tolmezzo. Coceani informe Ercole Miani, l'un des représentants du CLN, qui, le lendemain matin, proclame l'insurrection. Le CLN assume les pouvoirs et Coceani démissionne. L'insurrection ne réussit pas à empêcher l'entrée de la quatrième armée yougoslave dans la ville le lendemain.

### Années d'après-guerre
Le 30 avril, à l'arrivée de l'armée yougoslave dans la ville, Bruno Coceani quitte Trieste et se réfugie dans la maison d'amis. Il est absent  lorsqu'en 1946, il est reconnu coupable de collaboration. En 1947, la cour d'assises de Trieste l'acquitte de cette accusation, mais désormais sa carrière politique est marquée. En 1955, il est nommé directeur administratif du journal économique Il Sole, qui fusionne neuf ans plus tard avec un autre journal économique et financier, le 24 ore, donnant ainsi naissance à Il Sole 24 Ore. Avant même cette fusion, Bruno Coceani a quitté son poste, ayant atteint la limite d'âge en 1963. Dans les dernières années de sa vie, il se consacre entièrement aux études historiques, aux mémoires et au journalisme. Il meurt à Trieste en 1978.

## L'historien, le mémorialiste et le journaliste
Bruno Coceani laisse un nombre considérable d'écrits, souvent liés à sa propre activité politique, intense et significative, y compris durant toute la Seconde Guerre mondiale. À cet égard, Mussolini, Hitler e Tito alle porte orientali d'Italia (Mussolini, Hitler et Tito aux portes orientales de l'Italie) de 1948 et Trieste durante l'occupazione tedesca (Trieste pendant l'occupation allemande), écrits avec Cesare Pagnini en 1959, sont d'une importance considérable pour la compréhension d'une période historique de grande importance pour Trieste, la Vénétie Julienne et l'Italie, celle liée à l'occupation nazie. Sa propre expérience d'irrédentiste et les relations qu'il a entretenues dans sa jeunesse avec certains membres de ce mouvement se reflètent plutôt dans Milano, centrale segreta dell'irredentismo (Milan, le foyer secret de l'irrédentisme) (1962), texte fréquemment cité dans les publications et études, y compris contemporaines, sur le sujet. Les nombreuses publications apologétiques sur le régime de Mussolini et l'Italie des années 1920 et 1930 que Coceani a produites au cours de ses vingt années de militantisme fasciste ont une valeur plus documentaire qu'historique.
Dans la dernière partie de sa vie, il publie quelques reconstitutions bienséantes de Trieste et de la région julienne des premières décennies du XXe siècle qui sont liées de diverses manières à ses souvenirs de jeunesse, notamment Guida sentimentale di Trieste (1968) et Trieste della "belle époque" (1971).
Coceani a également été actif dans le domaine journalistique, écrivant pour divers journaux régionaux et nationaux, et devenant lui-même, le directeur administratif d'un important journal économique (1955-1963). Sa collaboration avec le magazine La Porta Orientale, qui a duré plus de quarante ans (1931-1973) est particulièrement importante.

## Ouvrages
- Guglielmo Oberdan, 1º febbraio 1858 - 20 dicembre 1882, éd. non spécifié, édité par le Fascio Nazionale, Trieste, 1918.
- La rinascita di Monfalcone, Trieste, Ed. Libraria, 1932.
- Monfalcone devota operia fascista, Trieste, éd. non spécifié, imprimerie Mutilati, 1932.
- Mussolini, Hitler e Tito alle porte orientali d'Italia, Bologne, L. Cappelli Editore, 1948.
- (écrit avec Cesare Pagnini) Trieste durante l'occupazione tedesca, 1943-1945, Milan, La Stampa Commerciale, 1959 (réimprimé à Trieste par l'Institut Giuliano d'histoire, de culture et de documentation, 2002).
- Milano, centrale segreta dell'irredentismo, Milan, La Stampa Commerciale, 1962.
- Guida sentimentale di Trieste, Trieste, Libreria Universitas Editrice, 1968.
- Trieste della "belle époque", Trieste, Libreria Universitas Editrice, 1971.